# Basse (Overijssel)
Pour les articles homonymes, voir Basse.
Basse est un hameau dans la commune néerlandaise de Steenwijkerland, dans la province d'Overijssel. Le 1er janvier 2006, Basse comptait 80 habitants.